# Xin Qiji

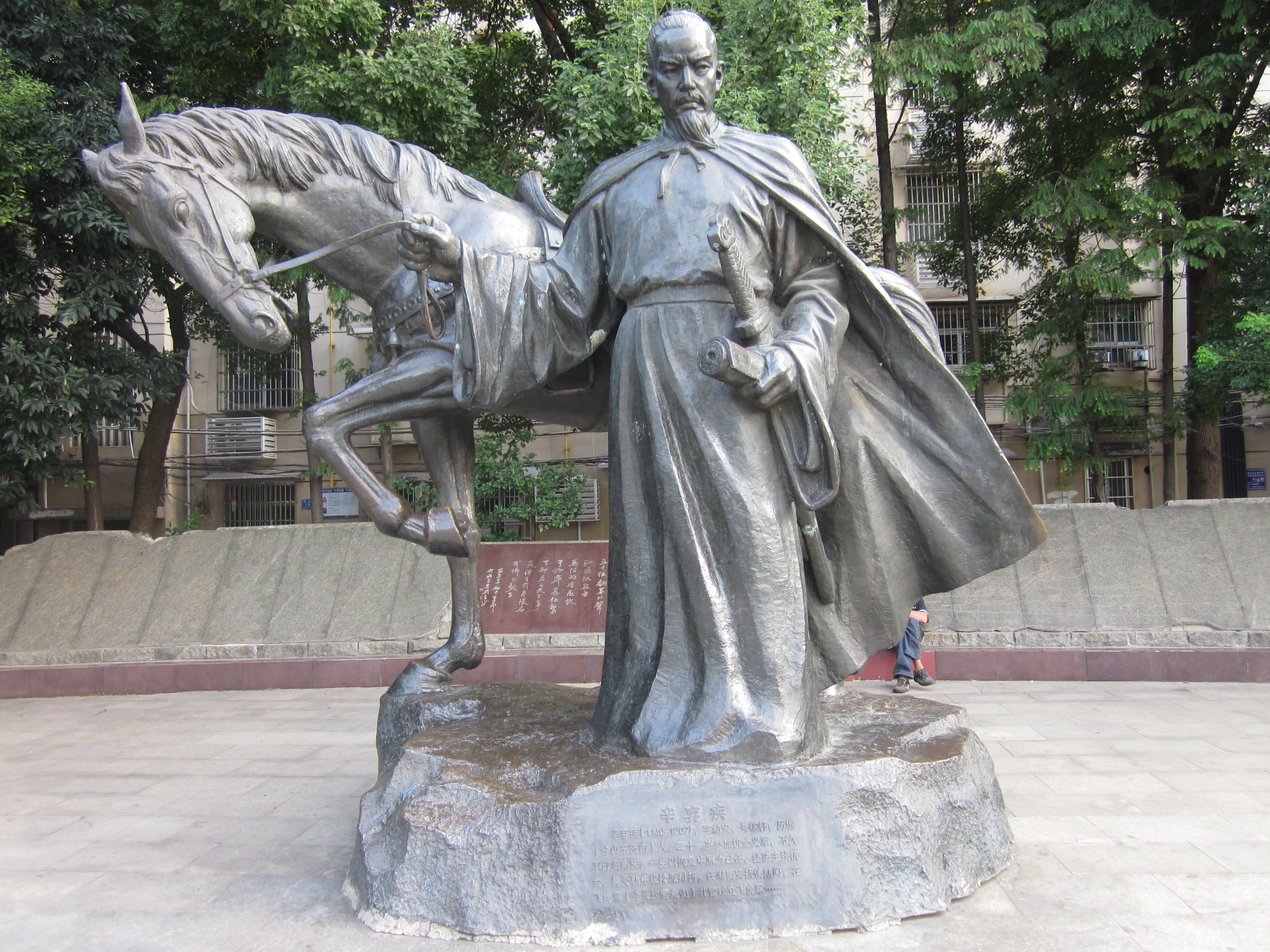
Xin Qiji

Xin Qiji (chinesisch 辛棄疾 / 辛弃疾, Pinyin Xīn Qìjí, W.-G. Hsin Ch’i-chi; geb. 28. Mai 1140; gest. 3. Oktober 1207), auch Jiaxuan 稼軒 / 稼轩, war ein chinesischer Schriftsteller, Kalligraph und General der Zeit der Song-Dynastie. Seine Ci-Gedichte sind wegen der Stärke ihres Stils, der Neuartigkeit ihrer Phantasie und der Tiefe ihrer Ideen ebenso hoch angesehen wie die von Su Shi (alias Su Dongpo). 
Seine gesammelten Werke sind unter dem Titel Jiaxuan changduanju 稼轩长短句 in der Sammlung Yingkan Song Jin Yuan Ming ben ci sishi zhong 影刊宋金元明本词四十种 enthalten.